# Casa Ferrán

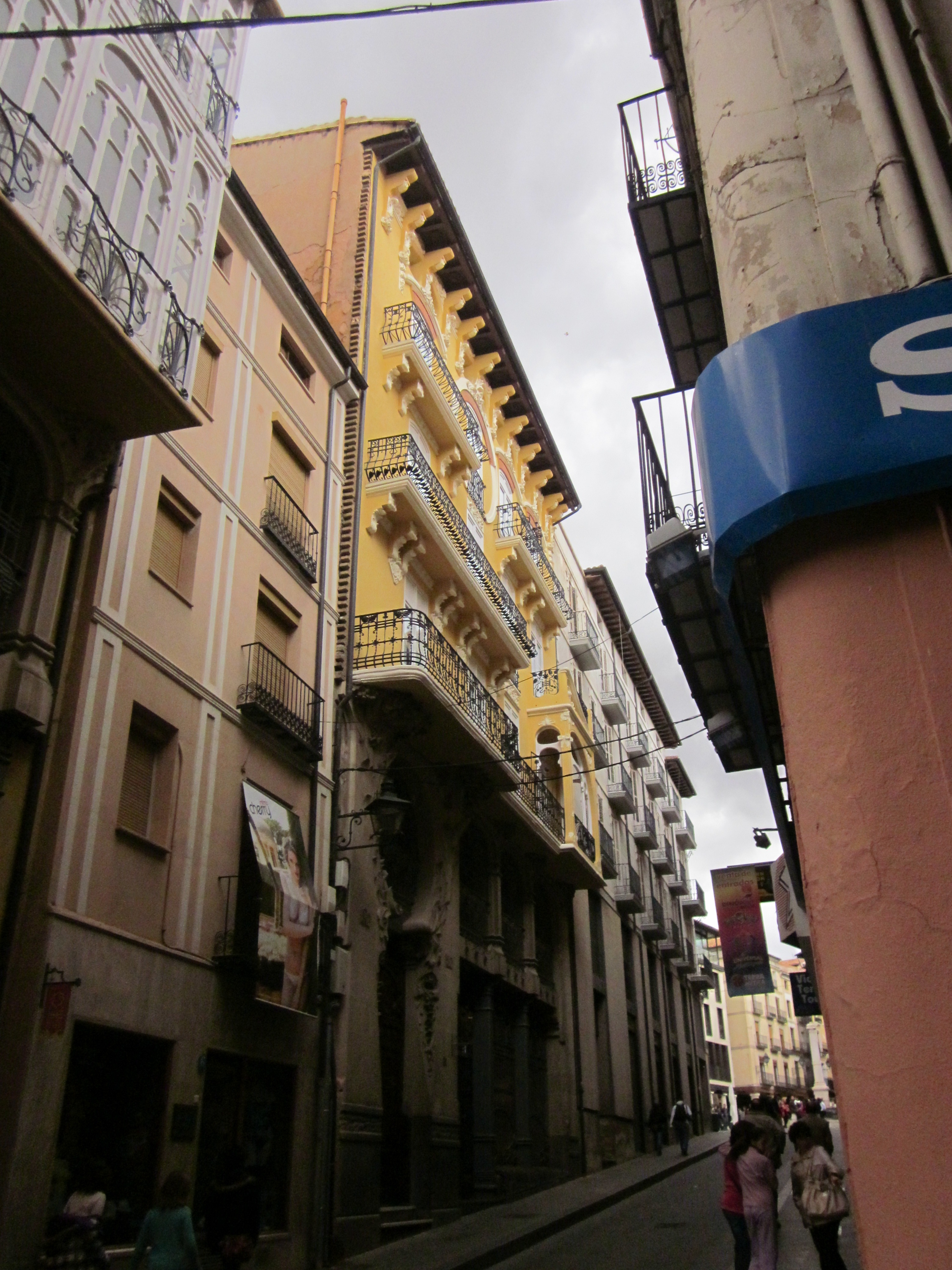
Vista de la casa Ferrán en la calle Nueva de Teruel

La casa Ferrán, sita en la calle Nueva n.º 4 de Teruel (España) fue construida en 1910, es la primera obra plenamente modernista del arquitecto tarraconense Pablo Monguió en Teruel. El solar está definido por las calles Nueva, Laureano y El Salvador, por la medianera con la calle Nueva n.º 2, y por una pequeña casa incrustada en la finca. El volumen edificado ocupa todo el solar y consta de siete plantas: sótano, baja y entresuelo de uso comercial, tres alzadas y bajo cubierta de uso residencial.
Exteriormente la unidad del conjunto queda reforzada por el tratamiento común de las plantas bajas y de la coronación, mientras que el cuerpo central de las plantas alzadas y bajo cubierta, de acabado enfoscado en amarillo, presenta una mayor variedad compositiva. Hacia la c/ Nueva, las dos partes en que queda dividida la fachada presentan soluciones distintas, pero con composiciones análogas en plantas bajas y dos últimas plantas. En la parte derecha, la disposición de los tres elementos singulares, el óculo del portal, el de la parte superior y el mirador, equilibran compositivamente este alzado. Y en la izquierda, destaca el gran mirador achaflanado que pone en valor la esquina y que es el elemento más significativo del edificio. Las otras dos fachadas del edificio están concebidas con mayor simplicidad. 
Todo el conjunto destaca por la elegancia y el dinamismo de su decoración modernista, de inspiración principalmente vegetal y formas sinuosas, en la que sobresalen las labores de forja y fundición. Por otro lado, interiormente destacan el arrimadero de mármol, el artesonado y el cerramiento del portal, la cancela del vestíbulo y la caja de escalera. El local comercial, aunque transformado, mantiene la esencia al conservar algunos elementos originales de interés. 
La casa Ferrán es reflejo de un contexto histórico muy concreto, el de la ciudad de Teruel de principios del siglo XX, y de una nueva clase social burguesa con una mentalidad y unos gustos artísticos muy determinados que, en este caso, Pablo Monguió supo plasmar a la perfección. 